# Bahnhof Narsdorf
Der Bahnhof Narsdorf ist eine Betriebsstelle der Bahnstrecke Neukieritzsch–Chemnitz und der 2002 stillgelegten Bahnstrecke Rochlitz–Penig.

## Lage
Der Bahnhof Narsdorf liegt an der Flurgrenze zwischen den Geithainer Ortsteilen Narsdorf und Dölitzsch im Süden des sächsischen Landkreises Leipzig.

## Geschichte

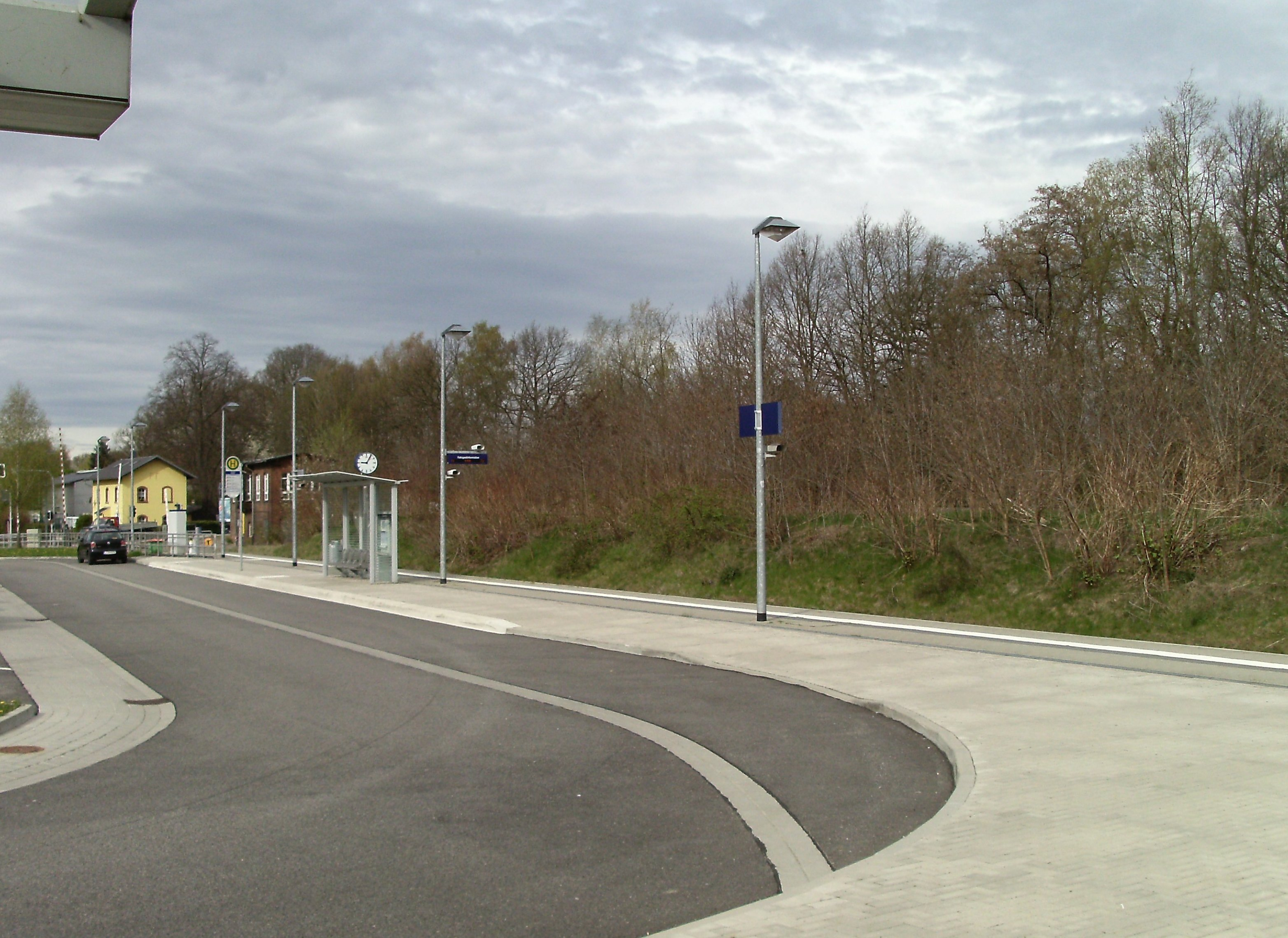
Neu gestalteter Haltepunkt Narsdorf

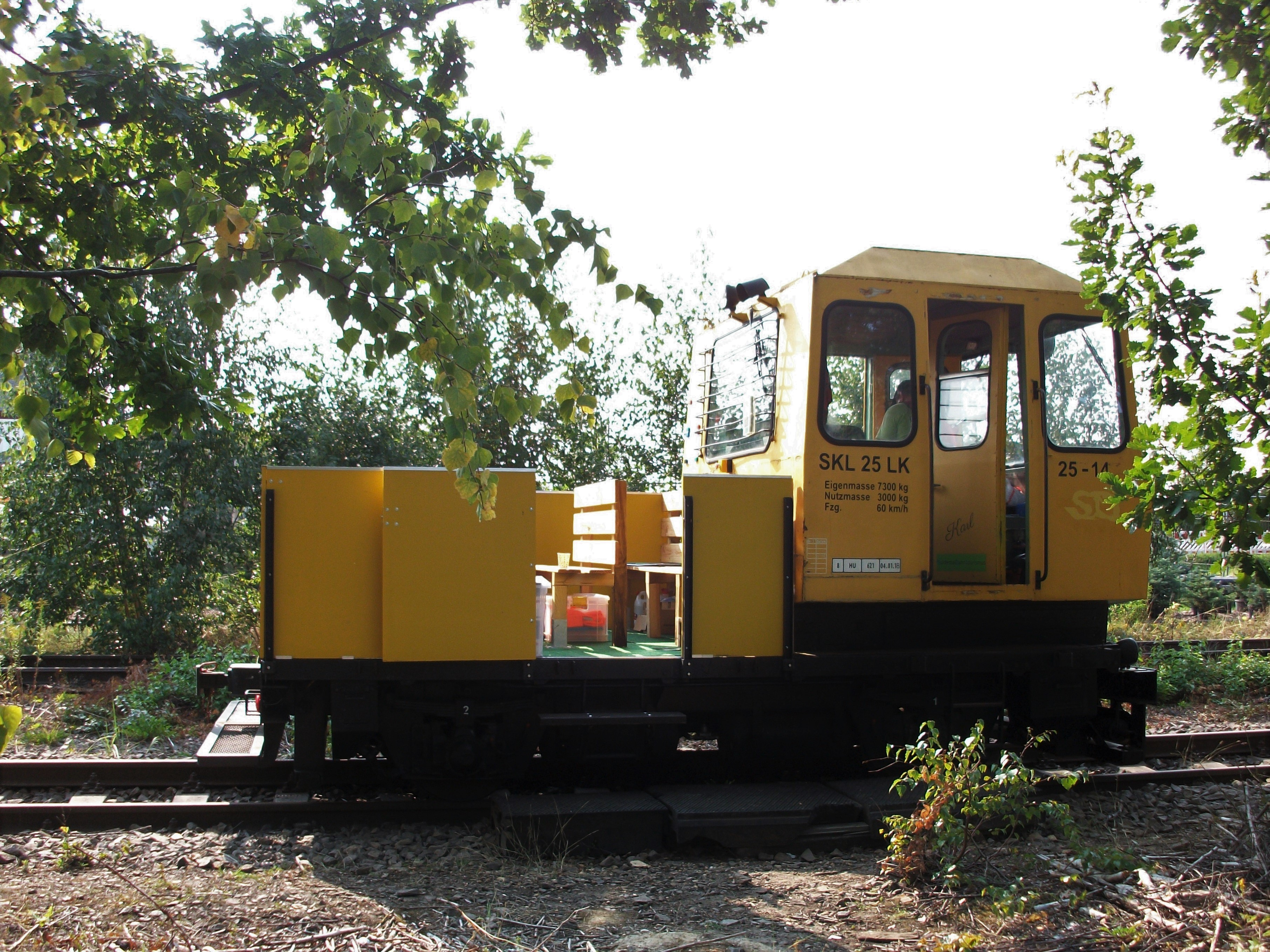
Draisine der Frelsbachtalbahn im Bahnhof Narsdorf (2020)

Zunächst sollte eine Station auf der Obergräfenhainer Flur entstehen, allerdings verhinderte die Bevölkerung dies. Auch in Narsdorf stand man dem Bahnbau eher ablehnend gegenüber. Gebaut wurde der Bahnhof Narsdorf deshalb auf der Flurgrenze zwischen Narsdorf und Dölitzsch. Die Station wurde am 8. April 1872 gemeinsam mit den Strecken Neukieritzsch–Chemnitz und Rochlitz–Penig eröffnet, die sich in der Station kreuzten. Dadurch hatte der Bahnhof Narsdorf von Anfang an eine größere betriebliche Bedeutung. Diese vergrößerte sich noch mit der Eröffnung der Bahnstrecke Glauchau–Wurzen im Tal der Zwickauer Mulde im Jahr 1876, welche ebenfalls die Bahnhöfe Rochlitz und Penig miteinander verband. Weiterhin wurden die Züge der 1901 eröffneten Züge der Bahnstrecke Altenburg–Langenleuba-Oberhain bis Narsdorf durchgebunden.
Die Station verfügte über 14 Gleise. An Hochbauten existierte neben dem großen Empfangsgebäude eine Bahnmeisterei, Lokschuppen, Kohlenschuppen, Wasserstation, mehrere Stellwerke und ein Anschlussgleis der BHG mit einem markanten Turm. Nach dem Zweiten Weltkrieg fand auf der Bahnstrecke Rochlitz–Narsdorf ab dem 19. August 1947 nur noch auf dem Abschnitt zwischen Narsdorf und Penig Zugverkehr statt, das Teilstück zwischen Rochlitz und Narsdorf war abgebaut worden. Bis 1965 wurde die Strecke wieder aufgebaut und zunächst ausschließlich für Güterzüge und Lokleerfahrten benutzt, bevor im Sommer 1969 der Personenverkehr wieder aufgenommen wurde.
Nach den wirtschaftlichen Veränderungen bedingt durch die Wende 1989/90 sank die Bedeutung des Bahnhofs enorm. Auf den von Narsdorf ausgehenden Zweigbahnen fand die Einstellung des Schienenverkehrs zu folgenden Zeiten statt:
- 26. Mai 1990: Abschnitt Narsdorf–Penig
- 2. Juni 1998: der bis Narsdorf durchgebundene Abschnitt Ehrenhain–Langenleuba-Oberhain der Bahnstrecke Altenburg–Langenleuba-Oberhain
- 2. Mai 2000: Abschnitt Rochlitz–Penig

Nach dem restlosen Abbau fast aller Gleise ist Narsdorf heute nur noch ein einfacher Haltepunkt an der Bahnstrecke Neukieritzsch-Chemnitz, an dem die Züge der Relation Leipzig–Bad Lausick–Geithain–Chemnitz halten. Das Empfangsgebäude, das ehemalige Heizhaus und weitere Gebäude für den Güterverkehr stehen heute leer und verfallen zunehmend.
Der neu gestaltete Haltepunkt Narsdorf wurde einige Meter in Richtung Südwesten in die Nähe des Bahnübergangs mit der Bundesstraße 175 verschoben. Der Bahnsteig hat eine Höhe von 55 Zentimetern sowie eine Länge von 170 Metern. Dort befinden sich einige Parkplätze für Parken und Reisen.
Die Deutsche Regionaleisenbahn konnte im Januar 2005 bei der Netz AG der DB für die Muldentalbahn und für die Strecke Narsdorf–Rochlitz einen Trassensicherungsvertrag erwirken, womit eine mögliche Entwidmung vorerst verhindert ist. Auf Regionalkonferenzen sprachen sich Vertreter der Region zwar mehrheitlich für den Erhalt der Strecken aus, schränkten jedoch ein, dies nur im Rahmen ihrer finanziellen Möglichkeiten zu tun. Trotz verbaler Zusicherungen von Unterstützungen konnte der weitere Verfall der Strecken nicht verhindert werden. Dies auch, weil 2008 seitens des Verkehrsverbundes Mittelsachsen die Notwendigkeit der Bestellung von SPNV-Leistungen und damit eine Wiederinbetriebnahme des Zugverkehrs als nicht erforderlich gesehen wird. Nachdem die IG Muldental BahnTourismus e.V. im Jahr 2017 den Abschnitt Rochlitz–Narsdorf übernommen und freigeschnitten hat, bietet sie auf dem Abschnitt Draisinenfahren unter dem Namen „Frelsbachtalbahn“ an. Die Fahrten enden in Narsdorf an einem Stumpfgleis.

## Verkehrsanbindung
| Linie | Zuglauf                                                                    | Takt (min) | EVU                |
| ----- | -------------------------------------------------------------------------- | ---------- | ------------------ |
| RE 6  | Leipzig Hbf – Bad Lausick – Geithain – Narsdorf – Burgstädt – Chemnitz Hbf | 60         | Transdev Regio Ost |